# KATSUMI THE BEST 1990-1996
『KATSUMI THE BEST 1990-1996』（カツミ・ザ・ベスト - ）は 1997年2月26日に発売されたKATSUMI2枚目のベスト・アルバム。

## 内容
パイオニアLDC在籍時に発売されたシングル曲を発売順に収録した、2枚目となるベスト・アルバム。
但し7枚目「The Force」、8枚目「君と出会えたこの場所」は未収録。
音源は全てシングル発売時のオリジナル・ヴァージョン。
サイド・キャップに収録曲が記載されているが、初回生産分は「YES,抱きしめて」が「抱きしめて」と誤って表記されている。

## 収録曲
1. SHINING IN THE NIGHT（4：27）[1]
2. 危険な女神（4：58）[1]
3. YES,抱きしめて（4：56）[1]
4. Just time girl（5：02）[1]
5. It's my JAL（5：00）[1]
6. Come On（5：03）[1]
7. 君のもとへ（4：49）[1]
8. 君を離さない（4：40）[1]
9. 笑顔がいいね（4：26）[1]
10. もう二度と戻れない（4：16）[1]
11. 情熱（4：30）[1]
12. 何も言わずに（4：47）[1]
13. 新しい風（5：13）[1]
14. Higher Love 〜君と僕が望んだもの〜（5：27）[1]
15. DREAMIN' 〜Brand-New Mix〜（4：49）[1]